# Arizona Dream
Arizona Dream – amerykańsko-francuski komediodramat z 1993 roku w reżyserii Emira Kusturicy.

## Obsada
- Axel Blackmar – Johnny Depp
- Leo Sweetie – Jerry Lewis
- Elaine Stalker – Faye Dunaway
- Grace Stalker – Lili Taylor
- Paul Leger – Vincent Gallo
- Millie – Paulina Porizkova
- Paul – Michael J. Pollard
- Blache – Candyce Mason
- Angie – Alexia Rane
- Betty – Polly Noonan
- Carla – Ann Schulman
- Prawnik – James R. Wilson
- Eskimos – Vincent Tocktuo
- Ksiądz – Jackson Douglas
- Lindy – Tricia Leigh Fisher
- Lekarz – Michael S. John

## Ekipa
- Reżyseria – Emir Kusturica
- Scenariusz – David Atkins, Emir Kusturica
- Zdjęcia – Vilko Filac
- Muzyka – Goran Bregović
- Scenografia – Miljen Kreka Kljaković
- Montaż – Andrija Zafranović
- Kostiumy – Jill M. Ohanneson
- Producent wykonawczy – Paul R. Gurian
- Casting – Pennie DuPont

## Fabuła
23-letni Axel Blackmar (Johnny Depp) pędzi szczęśliwe życie w Nowym Jorku. Pracuje w urzędzie rybołówstwa, gdzie jest strażnikiem przyrody, a do jego obowiązków należy znakowanie ryb. Axel Blackmar ma kłopoty z dorosłością. Swoją pracę najchętniej wykonywałby przez całe życie, uważając, że ryby są mądrzejsze od ludzi – one przynajmniej milczą, nie przysparzając światu zmartwień. Axel ma do swojej pracy stosunek wręcz mistyczny i nie zamieniłby jej na żadną inną.
Kiedy więc niespodziewanie odwiedza go kuzyn Paul, aktor, informując o zaręczynach ich wspólnego wuja Leo, nie ciągnie go, aby opuścić ukochane miasto, zawód, i wyruszyć w podróż do Arizony. Wujek Axela chce sprowadzić siostrzeńca do Arizony i przekazać mu swój salon samochodowy, w którym sprzedaje używane Cadillacki. Chłopak ulega jednak perswazjom i jedzie w odwiedziny. Kilkudniowy pobyt zaczyna się przedłużać, kiedy Axel poznaje piękną wdowę Elaine i jej ekscentryczną pasierbicę Grace.
Młody Axel wplątuje się w zawiłe relacje pomiędzy dwiema kobietami. Ponętna wdowa Elaine, która zastrzeliła swego męża za usiłowanie współżycia z własną córką, reprezentuje typ szalonej kobiety o niezaspokojonych potrzebach erotycznych. Jej przeciwieństwem jest pasierbica Grace, dziwna dziewczyna żyjąca w cieniu macochy.
Kobiety zaczynają skrycie rywalizować o względy Axela. Tu nic nie jest takie, na jakie wygląda. W atmosferze sprzecznych pragnień, trudnych do zrealizowania marzeń i tajemnic, dochodzi do tragedii.

## Nagrody
- 1994 – Emir Kusturica Nagroda Publiczności Warszawski Festiwal Filmowy
- 1993 – Emir Kusturica Srebrny Niedźwiedź – Nagroda Grand Prix Jury MFF w Berlinie
- 1993 – Emir Kusturica (nominacja) Złoty Niedźwiedź MFF w Berlinie
- 1993 – Vilko Filac „Golden Camera 300” Międzynarodowy Festiwal Filmowy Brothers Manaki